# El Saucejo
El Saucejo er en by og kommune i det sydlige Spanien i provinsen Sevilla. Den har et indbyggertal på 4.213 (2024) indbyggere.